# 돈키호테 도플라밍고
돈키호테 도플라밍고(Donquixote Doflamingo, ドンキホーテ・ドフラミンゴ)는 일본 만화 및 애니메이션 "원피스(ONE PIECE)"에 나오는 등장인물이다.

## 개요
돈키호테 패밀리의 선장으로, 800년 전 세계 정부를 창설한 20왕족 중 하나인 돈키호테 가문의 후손이다. 왕의 부하 칠무해의 한 사람이기도 하며, '조커(Joker)'라는 이름으로 섬 장사나 인신매매 등 여러 가지 뒷거래를 하다가 정부 소속의 과학자 시저 클라운과 결탁하여 동물계 인조 악마의 열매 '스마일'을 만들어 사황 카이도에게 팔고 있다. 신세계의 나라 드레스로자의 왕이기도 하며, 본디 천룡인으로 아명(兒名)은 도플라밍고 성(Doflamingo 聖)이었다. 하지만 어렸을 때 아버지가 천룡인의 지위를 포기하면서 일반인이 된다. 친동생으로 돈키호테 로시난테(코라손)가 있었으나, 13년 전 트라팔가 로와 수술수술 열매를 빼돌리자 친동생인 돈키호테 로시난테(코라손)를 살해한다.

## 외모
1. 금발에 단발머리
2. 선글라스 착용
3. 분홍색 깃털이 달린 겉옷을 착용
4. 귀고리를 달았다.(2년후)
5. 피부가 다른 사람보다 유난히 붉다.

## 능력
초인계 악마의 열매 실실 열매의 능력자인 실인간이다. 실을 활용하여 건물이나 사람의 신체 등을 자를 수 있고, 실에 불을 붙여 날릴 수도 있다. 다방면에서 응용 가능한 능력.

### 기술
- 오색실(五色糸, Five Color Strings)
  - 한 손에서 다섯 개의 날카로운 실을 뽑아 상대를 베는 기술.
- 오버히트(超過鞭糸, Overheat)[8]
  - 열로 뜨겁게 달궈진 실 채찍을 휘둘러 공격하는 기술. 웬만한 건물은 한 번에 잘라낼 수 있다.
- 총탄실(弾糸, Bullet String)
  - 손가락에서 총알처럼 실 덩어리를 쏘아 공격하는 기술. 실이지만 일반 총과 맞먹는 위력을 발휘한다.
- 패러사이트-일명 기생충(寄生糸, Parasite)[8]
  - 다른 사람에게 실을 달아 조종하는 기술. 이 기술에 걸린 자는 자신의 의지와 상관없이 도플라밍고의 조종대로 몸이 움직인다.
- 하늘의 길(空の道, Sky Road)
  - 구름을 실로 붙잡아 하늘을 자유자재로 다니는 기술. 하지만 구름이 없는 곳에서는 다닐 수 없다는 단점이 있다.
- 블랙 나이트(影騎糸, Black Knight)[8]
  - 실로 자신과 똑같이 생긴 분신을 만든다. 분신은 도플라밍고의 조종대로 움직이며, 목소리를 전달하는 것은 물론, 본체처럼 실을 발산하여 공격 기술을 사용할 수 있다.
- 풀 브라이트(降無頼糸, Full Bright)[8]
  - 손에서 다섯 개의 실을 뽑아 적을 관통시킨다.
- 거미집 그물(蜘蛛の巣がき, Spider's Web)
  - 실을 거미줄 모양으로 만들어 공격을 막는 방어 기술.
- 실톱(糸ノコ, Fretsaw)
  - 발뒤꿈치에서 뽑은 실로 상대의 신체를 누른 뒤, 자신의 체중을 이용해서 신체를 절단시키는 기술.
- 브레이크 화이트(荒浪白糸, Break White)[8]
  - 각성 기술. 주변의 바위 등을 실로 바꾼 뒤 아주 두텁게 뭉쳐 상대를 감싸 뭉개는 기술.
- 애슬리트(足剃糸, Athlete)[8]
  - 발차기를 하는 동시에 실을 뽑아 베는 기술. 일명 '발 면도실'이라고도 부른다.
- 오프화이트(盾白糸, Offwhite)[8]
  - 각성 기술. 땅에서 실 뭉치가 솟아나 적의 공격을 방어한다.
- 빌로 화이트(大波白糸, Billow White)[8]
  - 각성 기술. 주변의 건물들을 실로 바꾼 뒤 적을 덮친다.
- 에버 화이트(海原白糸, Ever White)[8]
  - 각성 기술. 지면을 실로 바꾸어 파도치듯이 흔들리게 한다. 비격실 기술의 사전 기술.
- 비격실(羽撃糸, Flap Thread)[9]
  - 각성 기술. 수많은 실을 날개를 휘두르듯이 적에게 쏘아 공격한다. 도플라밍고는 이 기술을 '천 발의 화살'이라 칭한다.
- 신주살(神誅殺, God Thread)[10]
  - 각성 기술. 16개의 두꺼운 실 창을 적에게 쏘아 공격한다. 도플라밍고는 이 기술을 '신의 무기'라 칭한다.
- 새장(鳥カゴ, Birdcage)
  - 실로 특정한 영역을 완전히 둘러싼다. 실은 매우 날카로워 절대로 통과할 수 없으며, 전보벌레 등의 전파도 차단된다. 새장 안에서는 갇힌 사람들에게 패러사이트를 쏘아 조종한다. 시간이 오래 지나면 새장의 범위도 좁아지기 시작한다.

## 행적
돈키호테 도플라밍고는 어렸을 때 아버지의 결정으로 아버지, 어머니, 동생 로시난테(코라손)와 함께 성지 마리조아를 떠나 살기 시작했다. 처음에는 이전처럼 부유한 생활을 했지만, 우연히 자신이 천룡인이라는 것을 알게 된 사람들에 의해 집을 잃고 쫓겨다니는 신세가 되었다. 천룡인에 대한 사람들의 증오심은 두려움 못지않게 컸기 때문에, 도플라밍고와 그의 가족은 몇 번이고 죽을 위기를 맞았다. 도플라밍고가 8살이었을 때 어머니가 병을 앓다가 숨을 거두었고, 이 일로 아버지에 대해 분노를 느낀 도플라밍고는 10살 때 아버지를 자기 손으로 죽였다. 그리고 성지 마리조아로 돌아가 다시 천룡인으로 살려고 했으나 그들의 가족은 다른 천룡인들로부터 '배신자'로 낙인찍혀 두 번 다시 천룡인으로 살 수가 없었다. 이 이후로 도플라밍고는 천룡인을 포함한 전 세계에 대한 복수심을 품고 해적 생활을 시작했다.
해적 활동을 하던 도플라밍고는 천룡인에게 바쳐지는 공물을 나르는 배를 습격해 천상금으로 천룡인을 협박해 세계정부는 그에게 칠무해 자리를 내준다. 칠무해라는 특권인 동시에 족쇄가 되는 이름을 줘야 도플라밍고를 감시할 수 있기 때문이다. 한때 천룡인의 직함을 갖고 있었던 돈키호테 일족인지라 해군본부에서는 해당 인물에 대한 지속적인 관리가 필요했다. 한편으로 칠무해가 되기 전에는 자신의 부하 중 하나인 베르고를 해군에 입대시켜 해군 본부 중장으로 만들어 놓은 다음 베르고로 하여금 해군 본부에서 스파이를 하도록 시켰다. 13년전 코라손이 트라팔가 로에게 해군에게 도움을 요청하라고 했지만 그 많은 해군 중에서 하필이면 베르고에게 도움을 요청하는 바람에 코라손의 계획이 실패한다.
10년 전 칠무해가 된 도플라밍고는 과거에 돈키호테 일족이 다스렸던 드레스로자를 찾아가 국왕인 리쿠 왕에게 나라를 파는 조건으로 100억 베리를 요구한다. 리쿠 왕은 나라를 구하기 위해 국민들에게 돈을 내어 줄 것을 요구하고, 마침내 100억 베리가 모아진다. 하지만 도플라밍고는 리쿠 왕과 드레스로자의 병사들에게 패러사이트를 걸어 사람들을 베도록 조종하고, 사람들이 리쿠 왕에 대해 배반감을 느낄 때 "이 나라를 구하러 왔다"고 외치며 일당과 함께 병사들을 몰살한다. 이 일로 도플라밍고는 드레스로자 국민들의 신임을 얻어 드레스로자의 왕이 된다. 드레스로자에서 왕이 된 이후 어느 국민들에게 거짓 친절을 베푸는 반면, 또 어떤 국민들을 장난감으로 만들어 밤낮없이 일을 시키게 하여 어둠의 증오심을 불러일으킨다.
그러던 도중 우솝에 의하여, 장난감들은 본래의 인간으로 돌아가게 된다. 드레스로자에 있던 모든 진실을 모두 감추기 위해 새장을 친뒤 별☆개 1억 베리(레베카, 비올라, 킨에몬, 프랑키, 니코 로빈), 별☆☆개 2억 베리(퀴로스, 롤로노아 조로), 별☆☆☆개 3억 베리(리쿠 돌드 3세, 사보, 트라팔가 로, 몽키 D. 루피)에게 현상금을 걸고, 장난감들을 해방시키고 이 게임을 만든 장본인 우솝에게 별☆☆☆☆☆개 5억 베리를 걸게 만든다. 그러다 자신을 제외한 돈키호테 패밀리가 모두 붕괴되자, 계획을 바꿔 새장을 수축시켜서 모든 국민들을 죽이려다 루피와 싸우게 된다. 한참을 싸웠지만 루피의 기어4 기술을 맞고 고전을 면치 못하다가 결국 루피의 기어 4 킹콩 건을 맞고 쓰러진다. 그 다음에 해군에게 체포된다. 임펠 다운으로 연행되는 도중 츠루에게 내가 신세계의 괴물들의 고삐를 쥐고 있고, 마리조아의 천룡인들이 네놈들을 끌어내릴거라며 언젠가 후회할 것이라고 말한다. 현재는 임펠 다운 레벨 6에 수감되어있다. 이후, 임펠 다운 레벨 6에 수감된 모습이 나오게 된다. 임펠 다운에서 자신을 지키고 있는 마젤란에게 자신이 있는 독방이 너무 외롭다며, 마리조아에 비밀 보물에 대해 입막음을 하려고 킬러를 보내왔냐며 웃으면서 말을 한다.

## 전투 상대
- 디에스 배럴즈[13]
  - 도플라밍고가 수술수술 열매를 훔쳐갔다고 생각한 배럴즈를 총으로 쏴 죽였다. (승리)
- 돈키호테 로시난테(코라손)
  - 자신을 배신하고, 수술수술 열매를 빼돌린 로시난테를 총으로 쏴 죽였다. 그런데 돈키호테 로시난테는 이미 해군이었고, 스파이로서 돈키호테 패밀리에 잠입했을 뿐이었다. 그래서 로시난테는 배신자가 아니다. (승리)
- 크로커다일
  - 전투라기 보다는 공격에 더 가깝지만 정상전쟁에서 크로커다일의 머리를 실로 베어 버린다. 하지만 크로커다일의 모래모래 열매 능력 때문에 잘려나간 머리는 다시 붙어 소용이 없었다. (무승부)
- 베라미 & 사키스
  - 전투라고 보기에는 어려우나, 부하였던 베라미를 사키스에게 명령해 처벌함. (승리)
  - 베라미를 조종해 몽키 D. 루피와 싸우게 함. (승리)
- 오즈. Jr
  - 마린포드에서 에이스를 구하려고 나타난 오즈 Jr와 잠시 싸움. 이때 오즈 Jr는 한쪽 다리가 잘려나갔다. (승리)
- 겟코 모리아
  - 정부의 지시로 파시피스타와 함께 모리아를 공격하여 빈사 상태로 만드나, 모리아가 갑자기 사라져 버린다. 모리아가 달아났으므로 어쨌든 승리.
- 스모커
  - 펑크해저드에서 마주친 스모커를 '너무 많이 알았다'며 죽이려다 쿠잔에게 가로막힌다. 이것을 생각해도, 승리는 승리다.
- 쿠잔(아오키지)
  - 이 싸움은 원래 돈키호테 도플라밍고와 스모커가 벌였다. 그런데 돈키호테 도플라밍고가 스모커를 죽이기 직전에, 스모커와 가까운 쿠잔이 끼어들어서 도플라밍고를 얼렸다. 물론 도플라밍고는 얼음을 깨뜨렸다. 그리고 도플라밍고는 꼬리를 말고, 갈 길을 간다.
- 상디
  - 써니호를 공격하려다 상디의 방해를 받으나, 자신의 능력으로 쉽게 승리. 상디를 거의 죽이기 일보직전까지 몰고 가지만, 트라팔가 로가 상디를 구조했으므로 상디를 죽이지는 못했지만 승리.
- 트라팔가 로
  - 드레스로자와 그린 비트의 철교에서 싸우다가 드레스로자로 빈사 상태에 빠진 로와 함께 날아오고, 로를 총으로 쏴 기절시킨다. (승리) 한가지 특이사항은 트라팔가 로가 한때 돈키호테 도플라밍고의 부하였다.
  - 드레스로자에서 공중에서 로의 팔을 잡고, 실톱으로 로의 오른쪽 팔을 잘라냈다. 다행히 치유의 능력을 가진 작은 드레스로자의 요정들이 그를 치료해준다. 그 뒤에 로를 총으로 쏘지만, 마지막 체력으로 버텼던 로가 감마 나이프와 카운터 쇼크로 공격했다.[14] 이랬는데도 로가 파괴한 내장을 실로 붙이고 다시 일어난다. 마지막엔 상처투성이인 로우를 밟으려고 하지만 죽이지는 못한다. 루피가 무장색을 쓴 다리로 막아냈기 때문.(승리)[15]
- 퀴로스
  - 퀴로스가 검으로 분신의 머리를 벤후, 분신의 머리를 공격하려는 동시 분신과 같이 뒤에서 나타나 실톱으로 퀴로스를 공격하는 순간, 루피가 퀴로스를 보호하고 분신이랑 오색실로 다시 둘을 공격하려는 동시에 루피랑 퀴로스는 빠져나간다. (비김)
- 몽키 D. 루피
  - 분신의 오색실로 루피 등을 공격한 뒤 무장색이 실린 펀치로 승리. 이후 피카를 시켜 루피 일행을 성 밖으로 쫓아내 버린다.
  - 이후 계속되는 사투 끝에 신주살이 뚫리며 루피의 킹콩 건을 맞고 패배.[16]
- 비올라 & 레베카
  - 자신을 죽이려고 계속 덤비는 비올라의 공격을 가볍게 제압 후, 비올라의 두 손을 붙잡아버림. 이후, 비올라를 붙잡은 상태에서 레베카를 조종해서 비올라를 죽이려했다.[17](승리)